# Eiscrusher

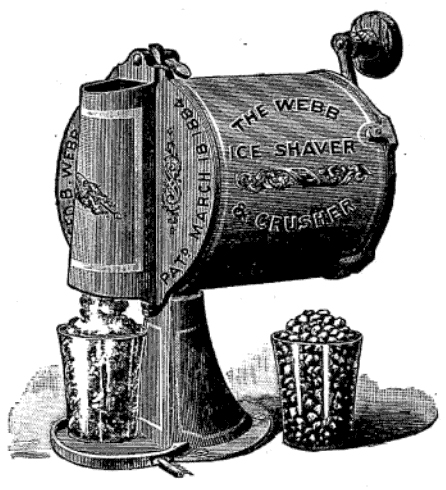
Eiscrusher (USA, spätes 19. Jahrhundert), aus einer Publikation von 1893

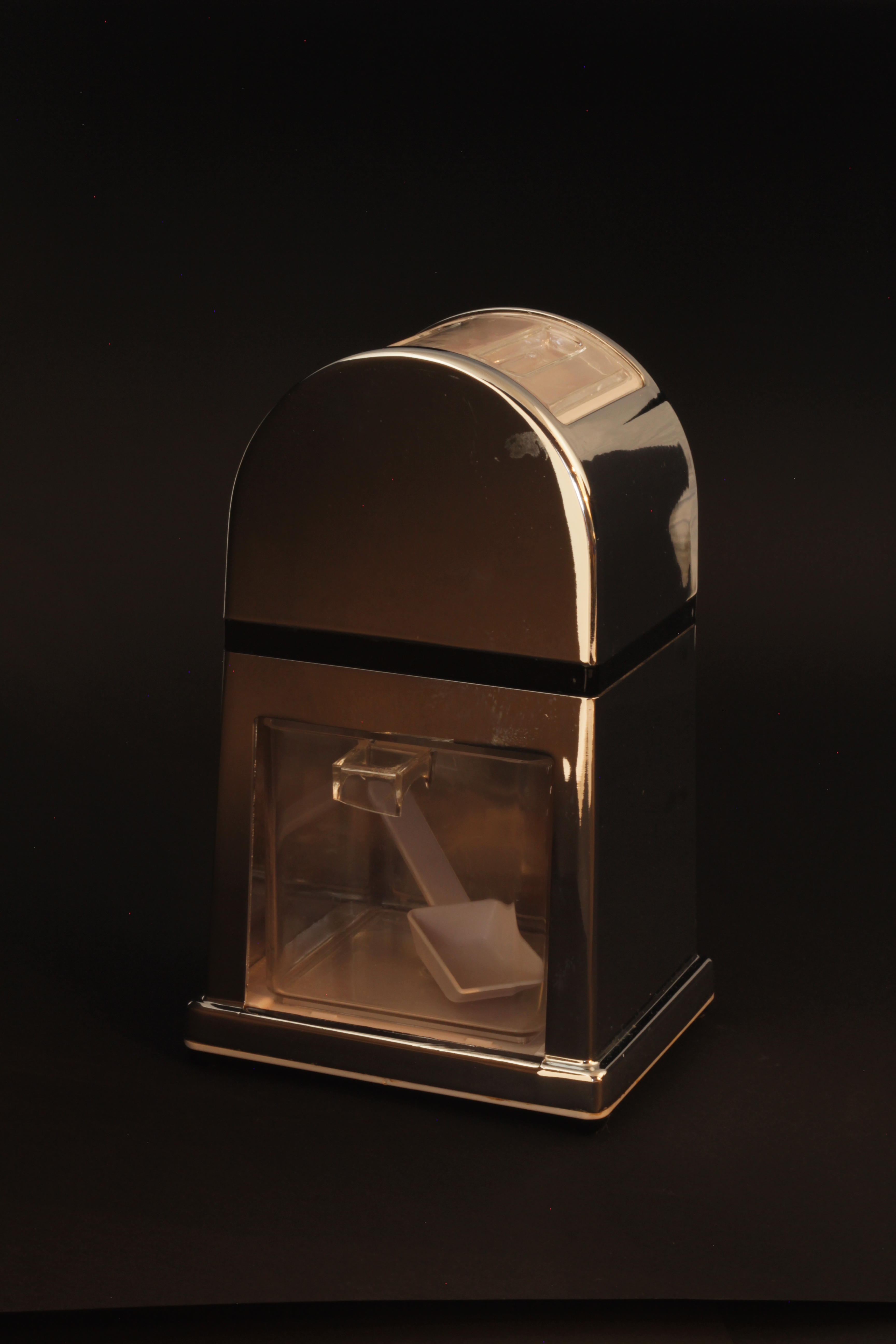
Typischer Bar-Eiscrusher aus verchromtem Metall; die Kurbel befindet sich an der Rückseite.

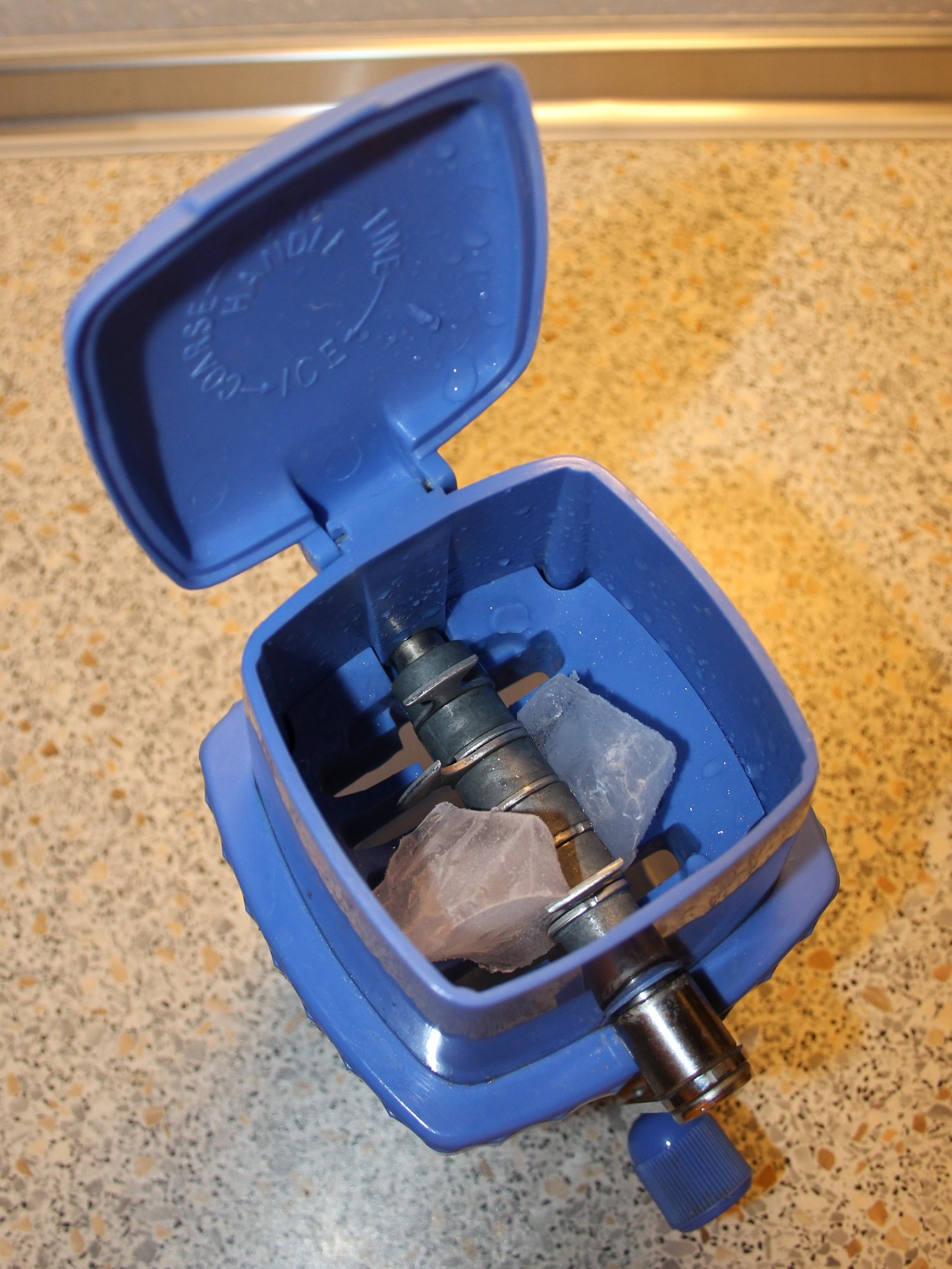
Ice Crusher aus Plastik, Blick aufs Mahlwerk

Ein Eiscrusher [ˈa͜iskrʌʃɐ] (Plural: Eiscrusher, engl. ice-crusher von ice = Eis und to crush = zerstoßen), auch Eismühle oder Eiszerkleinerer, ist ein Küchengerät und Barwerkzeug, das Wassereis mechanisch in Bruchstücke von einigen Millimetern zerkleinert. Das Gerät wird in der Regel mit Eiswürfeln bestückt. Das Resultat wird als zerstoßenes Eis oder Crushed Ice (selten Crusheis oder Splittereis) bezeichnet. Die Zerkleinerung geschieht mit einem Mahlwerk, das durch einen Elektromotor oder manuell per Kurbel betrieben wird.
Im Vergleich zu Eiswürfeln verfügt zerstoßenes Eis pro Masseneinheit über eine wesentlich größere Oberfläche. Es nimmt die gleiche Wärmemenge deshalb in wesentlich kürzerer Zeit auf, kann also zur schnellen Kühlung von Speisen und Getränken, insbesondere Cocktails dienen.